# Michael Neuberger
Michael Samuel Neuberger (* 2. November 1953 in London; † 26. Oktober 2013 in Cambridge) war ein britischer Biochemiker und Immunologe.
Er war der Sohn des aus Deutschland emigrierten Biochemikers Albert Neuberger (1908–1996), der wie er Fellow der Royal Society war. Neuburger besuchte das Westminster College in London und studierte Naturwissenschaften am Trinity College der Universität Cambridge mit dem Master-Abschluss im Jahr 1974. 1978 wurde er bei Brian S. Hartley am Imperial College London promoviert (Transducing phages for analysis of gene duplications). Er untersuchte die Gen-Verdopplung und Enzym-Entwicklung von Klebsiella aerogenes mit Bakteriophagen. Dafür gewann er ein Forschungsstipendium des Trinity College in Cambridge und wollte an das LMB zu César Milstein, der ihn aber erst Immunologie bei Klaus Rajewsky an der Universität Köln studieren ließ. 1985 wurde er Fellow am Trinity College in Cambridge, war dort Studiendirektor und ab 2002 Professor für molekulare Immunologie. Außerdem leitete er die Sektion Protein- und Nukleinsäurechemie am Laboratory of Molecular Biology (LMB) und war stellvertretender Direktor des LMB.
Er wandte sich in Cambridge im Labor von Milstein zunächst der Kontrolle der Genexpression von Antikörpern zu und entdeckte Enhancer für die Genexpression der schweren Kette von IgG-Antikörpern. Das erleichterte die Entwicklung monoklonaler Antikörper und er war auch in anderer Weise wesentlich an der Entwicklung von monoklonalen Antikörpern für die Therapie in der Humanmedizin beteiligt. Er entwickelte transgene Mäuse, die menschliche Antikörper produzierten.
Er interessierte sich auch für die Evolution der Antikörper von den noch recht unspezifischen IgM Antikörpern der ersten Antwort des Immunsystems auf Pathogene zu den sehr spezifischen Antikörpern IgG, IgA und IgE.
Er entdeckte um 2000, dass ein spezielles Enzym der B-Lymphozyten namens AID (Aktivierungsinduzierte Cytidin-Desaminase oder Aktivierungsinduzierte Deaminase) die Cytosin-Base in den Genen der Antikörper in Uracil umwandelt (Entfernung einer Aminogruppe). Das führt über den Reparaturmechanismus der DNA zu Hypermutation und Klassenwechsel. Die Entwicklung der Vielfalt der IgG Antikörper hängt von somatischer Hypermutation des IgV Gens und Klassenwechsel beim IgC Gen ab. Die Entdeckung trug grundlegend zum Verständnis des Immunsystems bei und hat auch Auswirkungen auf das Studium des Mechanismus von Mutationen bei Krebs.
Er untersuchte auch mit AID verwandte und ähnlich auf Genmaterial wirkende ABOPEC3 Enzyme, die eine Rolle bei der Abwehr von Aids (Angriff auf die einsträngige DNA die bei der Vermehrung des Virus in der Zelle als Zwischenstufe auftritt) bei Neugeborenen spielen.
2003 erhielt er den Göttinger Dannie Heineman Preis für Erzeugung molekularer Diversität im Immunsystem durch somatische Hypermutation.
Er war Fellow der Academy of Medical Sciences und der Royal Society (1993) sowie auswärtiges Mitglied der National Academy of Sciences (2013). 2003 erhielt er den GlaxoSmithKline Prize und 2002 die Novartis Medal (Novartis Lecture: Antibodies: a Paradigm for the Evolution of Molecular Recognition).
Michael Neuberger war der Bruder des Richters David Neuberger, Baron Neuberger of Abbotsbury. Er verstarb eine Woche vor seinem 60. Geburtstag an einem Myelom, einer unkontrollierten Vermehrung von ausdifferenzierten B-Zellen.